# Denkmalpreis des Bezirks Mittelfranken

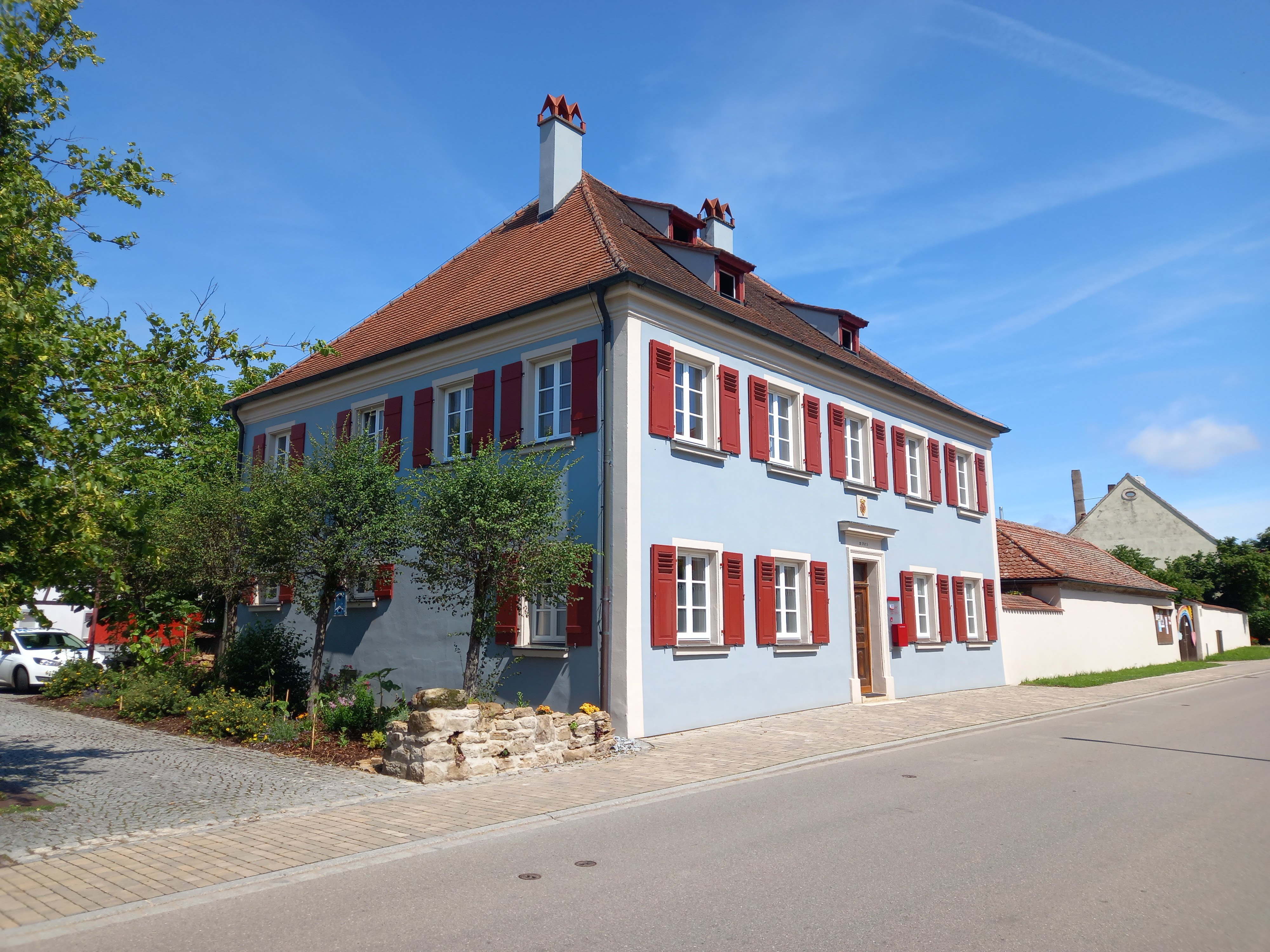
Unter den Preisträgern 2021 der Hof in Cronheim

Der Denkmalpreis des Bezirks Mittelfranken wird jährlich vom Bezirk Mittelfranken für besondere Verdienste bei der Erhaltung eines Baudenkmals vergeben.

## Geschichte
Im Denkmalschutzjahr 1975 hat der Bezirk Mittelfranken als erster bayerischer Bezirk die Denkmalprämierung aus der Taufe gehoben. 

## Richtlinien
Der Preis wird jährlich an Eigentümer oder Maßnahmenträger „für besonders gelungene und vorbildlich durchgeführte denkmalpflegerische Maßnahmen“ vergeben.

## Preis
Die Denkmalprämierung ist eine ideelle Ehrung, bei der die Preisträger eine Urkunde erhalten. Anlässlich der Preisverleihung erscheint außerdem ein Begleitband, in dem die prämierten Objekte eines Jahrgangs in Wort und Bild vorgestellt werden.